# Поправка за висину
Поправка за висину рачуна се као нормални градијент, при редукцији нормалне вредности гравитационог убрзања са нивоа геоида на ниво тачке посматрања, уз претпоставку да између ових тачака нема никаквих маса. Поправка за висину се често назива и „поправка за слободан ваздух“ (Free Air Correction), због тога што се, приликом рачунања ове поправке, сматра да се између тачака на геоиду и физичкој површи Земље налази само ваздух (у принципу, овај назив није адекватан, јер и ваздух има масу, мада са немерљивим гравитационим утицајем). Трећи назив за ову поправку је Фајова поправка, по научнику који је први пут дефинисао.

## Израчунавање
Претпоставља се да је мерење вршено на топографској површи у тачки A, на висини h над нивоом мора (изнад површи геоида). Нормална вредност гравитационог убрзања у тачки {\displaystyle A_{0}}, која представља пројекцију тачке A на површ геоида, означена је са {\displaystyle g_{0}}. Пошто је разлика убрзања {\displaystyle (g-g_{0})} мала, код израза за гравитационо убрзање на геоиду:
могуће је ограничити се само на првом члану, притом променивши параметар {\displaystyle a} средњим полупречником Земље {\displaystyle R}:
С обзиром на то да је апсолутна висина тачке, {\displaystyle h}, мала у поређењу са {\displaystyle R}, израз за гравитационо убрзање може да се диференцира по {\displaystyle R}:
Преласком на коначне прираштаје, {\displaystyle dR} може се заменити са {\displaystyle h}, па ће поправка за висину имати следећи облик:
Ипак, у пракси се за рачунање поправке за висину узима више чланова реда. Ако се усвоји да је средња вредност нормалног поља на Земљи једнака {\displaystyle (980\cdot 10^{-2}ms^{-2})} и да је средњи полупречник Земље {\displaystyle R=6371km}, добија се:
при чему се {\displaystyle h} изражава у метрима, а поправка {\displaystyle \Delta g_{f}} у {\displaystyle 10^{-5}ms^{-2}}. 
У случају потребе за изузетно прецизним поправкама, као и када се мерења врше у близини екватора или полова, за географску ширину на којој се врше истраживања може се прецизније израчунати вредност коефицијента {\displaystyle (-{\frac {2g_{0}}{R}})}, коришћењем адекватних вредности за {\displaystyle g_{0}} и {\displaystyle R}, на тој географској ширини. 
Коефицијент {\displaystyle (-{\frac {2g_{0}}{R}})} у формули {\displaystyle dg_{0}=-{\frac {2g_{0}}{R}}h} представља нормални градијент гравитационог убрзања, односно промену гравитационог убрзања са висином. Из формуле за Фајову поправку следи да вредност гравитационог убрзања опада за око {\displaystyle 0.3\cdot 10^{-5}} на сваки метар висине. 

## Фајова аномалија
Коригујући нормално поље, {\displaystyle g_{0}}, са нивоа геоида (елипсоида) редукцијом за висину, добија се нормална вредност гравитационог убрзања у тачки посматрања, на висини {\displaystyle h}:
После увођења поправке за висину, аномалија гравитационог убрзања биће: 
где је {\displaystyle \Delta g_{F}} аномалија за слободан ваздух, или Фајова аномалија. Фајова аномалија се користи у геодезији. 
Приликом рачунања Фајове аномалије, не узимају се у разматрање масе које се налазе између тачке посматрања и површи геоида, па ће вредност аномалије бити у директној зависност од висине тачке посматрања (у долинама ће имати мање вредности него у планинским регионима).
Фајова аномалија није погодна за коришћење у геолошким истраживањима, јер објект од интереса може потпуно бити маскиран утицајем топографије, а поготово у теренима са израженим рељефом. Због елиминисања ове неповољности и истицања ефеката аномалија маса, уводи се поправка за слој.